# Nowy Dom Ławy w Gdańsku
Nowy Dom Ławy (Sień Gdańska) – zabytkowy budynek dawnego sądu w Gdańsku. Mieści się przy Długim Targu.

## Historia

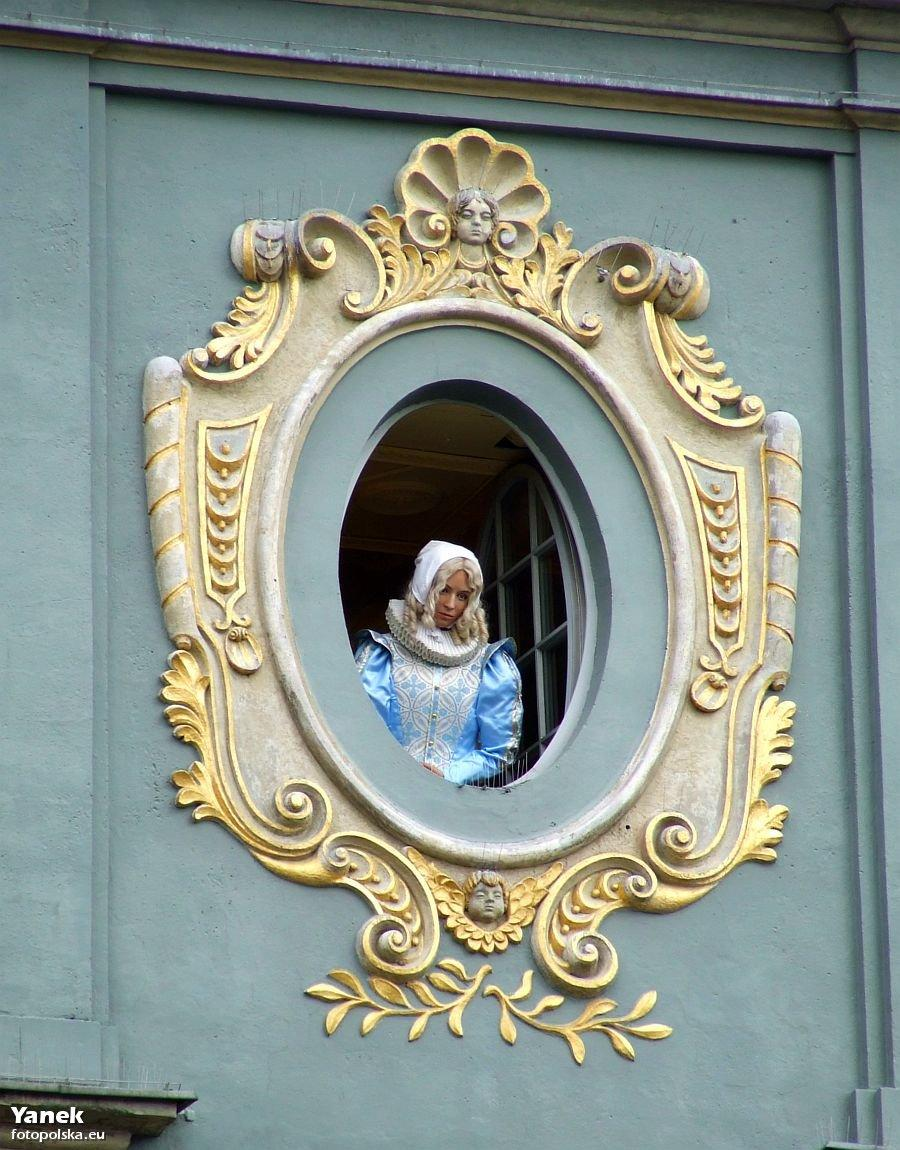
Panienka z okienka

Budynek powstał w XV wieku. Do XVIII wieku był zamieszkiwany przez rodziny patrycjuszowskie. Od 1709 w budynku mieścił się dom ławy. Fasada w obecnym stylu pochodzi z 1712 roku. Jest ona połączeniem stylów gotyckiego (elewacja), renesansowego (portal) i barokowego (szczyt, który zdobi posąg o symbolice sądowniczej). W latach 1900–1901 przeprowadzono generalny remont obiektu. Mieściły się w nim wówczas biura giełdy. W budynku eksponowano ponadto dzieła gdańskiego i holenderskiego rzemiosła należące do kolekcjonera Lessera Giełdzińskiego. Rzeźba orła polskiego umieszczona na drzwiach wejściowych została pierwotnie usunięta w 1938 przez Niemców w okresie istnienia Wolnego Miasta Gdańsk. Od 1967 roku obiekt figuruje w rejestrze zabytków. W 1989 roku przeszedł w zarządzanie Muzeum Historii Miasta Gdańska i stanowi część oddziału Dwór Artusa, z racji na wewnętrzne połączenie między budynkami. Od 2001 do 2018 roku codziennie o godzinie 13:00 w szczytowym oknie ukazywała się tzw. Panienka z okienka. Jest to nawiązanie do XIX-wiecznej powieści Panienka z okienka, której akcja rozgrywa się w Gdańsku.

## Wnętrza
Wnętrza Sieni Gdańskiej kryją XVIII-wieczne wyposażenie, w tym m.in. barokową klatkę schodową, szafy, rzeźby i ceramikę holenderską.